# Dębe (powiat sokołowski)
Dębe – wieś w Polsce, położona w województwie mazowieckim, w powiecie sokołowskim, w gminie Kosów Lacki. Ma status sołectwa.
| SIMC    | Nazwa   | Rodzaj    |
| ------- | ------- | --------- |
| 0675962 | Za Górą | część wsi |

Do 1954 roku istniała gmina Dębe Nowe. W latach 1975–1998 miejscowość należała administracyjnie do województwa siedleckiego.
Mieszkańcy wsi działają w Ochotniczej Straży Pożarnej. W 2004 r. została przeprowadzona modernizacja sieci energetycznej.
Wierni wyznania rzymskokatolickiego zamieszkali w miejscowości należą do parafii Kosów Lacki.

## Zabytki
Na listę zabytków Narodowego Instytutu Dziedzictwa wpisany jest zespół dworski z pocz. XX w., nr rej.: A-323 z 29.12.1983: dwór i park.